# Береговський Зіновій Леонідович
Зіно́вій Леоні́дович Берего́вський (нар. 27 березня 1945, с. Набережне Галицького району Івано-Франківської області) — український державний та освітянин; депутат Івано-Франківської обласної ради VI скликання, перший заступник голови обласної ради V скликання (2006–2010); начальник управління освіти Івано-Франківського міськвиконкому (1996–2006); перший директор Української гімназії № 1 (1992–1999); кандидат педагогічних наук, заслужений працівник освіти України.

## Біографія
Народився 27 березня 1945 року в селі Набережне Галицького району Івано-Франківської області УРСР. Разом з ним у сім'ї ріс ще один брат і дві сестри. Батько воював в УПА, був репресований і помер на засланні на території Комі АРСР.
Зіновій Береговський навчався у початковій та семирічній школах у рідному селі, в 1961 році закінчив Староскоморохівську середню школу зі срібною медаллю. Тоді ж вступив на фізико-математичний факультет Івано-Франківського державного педінституту, який закінчив у 1968 році, здобувши спеціальність учителя математики і креслення. У 1964–1967, перервавши навчання, служив в армії. Після закінчення інституту був направлений на педагогічну роботу до Карагандинської області Казахської РСР. Там працював заступником директора, згодом директором у школах Молодіжному районі (зараз — у складі Осакаровського району).
Повернувшись із Казахстану, працював директором Угорницької середньої школи Івано-Франківської міськради. Очолював Івано-Франківський міський відділ освіти, працював учителем середньої школи № 17 і заступником директора школи-ліцею № 23 Прикарпатського університету імені Василя Стефаника.
У 1992 році Береговський очолив відновлену Українську гімназію, директором якої працював сім років. За його словами, новостворена гімназія у своїй роботі використовувала ідеї народознавства і народної педагогіки; за основу навчального процесу бралася гімназійна освіта 30-х років на Західній Україні. Береговський є автором кількох публікацій з питань управлінської діяльності школи; був головою Асоціацій гімназій і ліцеїв Івано-Франківської області, віце-президентом Асоціації відроджених гімназій України. У 1996 році він захистив кандидатську дисертацію «Педагогічний аналіз в управлінні сучасною школою», здобув учений ступінь кандидата педагогічних наук.
У 1999–2006 — начальник управління освіти Івано-Франківського міськвиконкому. Після цього — депутат Івано-Франківської обласної ради V (2006–2010) і VI (2010-2015) скликань від партії «Наша Україна». Перший заступник голови облради V скликання. У обласній раді шостого скликання обіймав посаду заступника голови постійної комісії з питань розвитку села, аграрної політики, використання земель та регулювання земельних відносин.
Наразі є членом правління міського і обласного об'єднання Всеукраїнського товариства «Просвіта» імені Тараса Шевченка.

## Нагороди, відзнаки
- Почесне звання Заслужений працівник освіти України (2005)[5]
- Переможець у номінації «Освітянин десятиліття» за підсумками Івано-Франківського міського конкурсу — рейтингу популярності «Людина десятиліття» (2001)